# The Infinite Steve Vai: An Anthology
„The Infinite Steve Vai: An Anthology“ е компилация, съдържаща най-доброто на американския китарист Стийв Вай, издадена през 2003 г. Двойният албум се простира върху цялата солова кариера на Вай, включена е песен от времето прекарано с Уайтснейк („Kittens Got Claws“) и още една от периода с Алкатраз („Lighter Shade of Green“). Песните на са подредени в хронологичен ред.

### Диск едно
1. „Liberty“ – 2:04
2. „Die to Live“ – 3:53
3. „The Attitude Song“ – 3:22
4. „Salamanders in the Sun“ – 2:25
5. „The Animal“ – 4:02
6. „The Riddle“ – 6:26
7. „For the Love of God“ – 6:03
8. „Bangkok“ – 2:46 (Бьорн Улвеус, Тим Райс)
9. „Fire Garden Suite: Bull Whip/Pusa Road/Angel Food/Taurus Bulba“ – 9:56
10. „Ya-Yo Gakk“ – 2:54
11. „Blue Powder“ – 4:44
12. „Bad Horsie“ – 5:52
13. „Tender Surrender“ – 5:05
14. „All About Eve“ – 4:38
15. „Dyin' Day“ – 4:29
16. „The Blood & Tears“ – 4:25
17. „The Silent Within“ – 5:00

### Диск две
1. „Feathers“ – 5:11
2. „Frank“ – 5:08
3. „Boston Rain Melody“ – 4:39
4. „Kittens Got Claws“ – 4:59 (Дейвид Ковърдейл, Адриан Ванденберг)
5. „Lighter Shade of Green“ – 0:47
6. „Giant Balls of Gold“ – 4:45
7. „Whispering a Prayer“ – 8:47
8. „Jibboom“ – 3:45
9. „Windows to the Soul“ – 6:26
10. „Brandos Costumes (Gentle Ways)“ – 6:05
11. „The Reaper“ – 3:26 (От филма „Невероятното пътешествие на Бил и Тед“)
12. „Christmas Time Is Here“ – 4:21 (Винс Гуаралди, Лий Менделсон)
13. „Essence“ – 5:51
14. „Rescue Me or Bury Me“ – 8:26
15. „Burnin' Down the Mountain“ – 4:21

|  | Тази страница частично или изцяло представлява превод на страницата The Infinite Steve Vai: An Anthology в Уикипедия на английски. Оригиналният текст, както и този превод, са защитени от Лиценза „Криейтив Комънс – Признание – Споделяне на споделеното“, а за съдържание, създадено преди юни 2009 година – от Лиценза за свободна документация на ГНУ. Прегледайте историята на редакциите на оригиналната страница, както и на преводната страница, за да видите списъка на съавторите. ВАЖНО: Този шаблон се отнася единствено до авторските права върху съдържанието на статията. Добавянето му не отменя изискването да се посочват конкретни източници на твърденията, които да бъдат благонадеждни. |